# Gries, Greifenburg
Gries je naselje v Občini Greifenburg v Okraju Špital ob Dravi  na Koroškem v Avstriji.